# Jagüéite
La jagüéite è un minerale.